# Uloborus plumosus
Espèce
Uloborus plumosus est une espèce d'araignées aranéomorphes de la famille des Uloboridae.

## Distribution
Cette espèce est endémique de Guinée.

## Publication originale
- Schmidt, 1995 : Genus- und Speziesdiagnosen neuer, mit Bananen eingeschleppter Spinnen nebst Mitteilung über das Auffinden der Männchen zweier Spinnenarten. Zoologischer Anzeiger, vol. 157, p. 24-31.